# Dievturiba

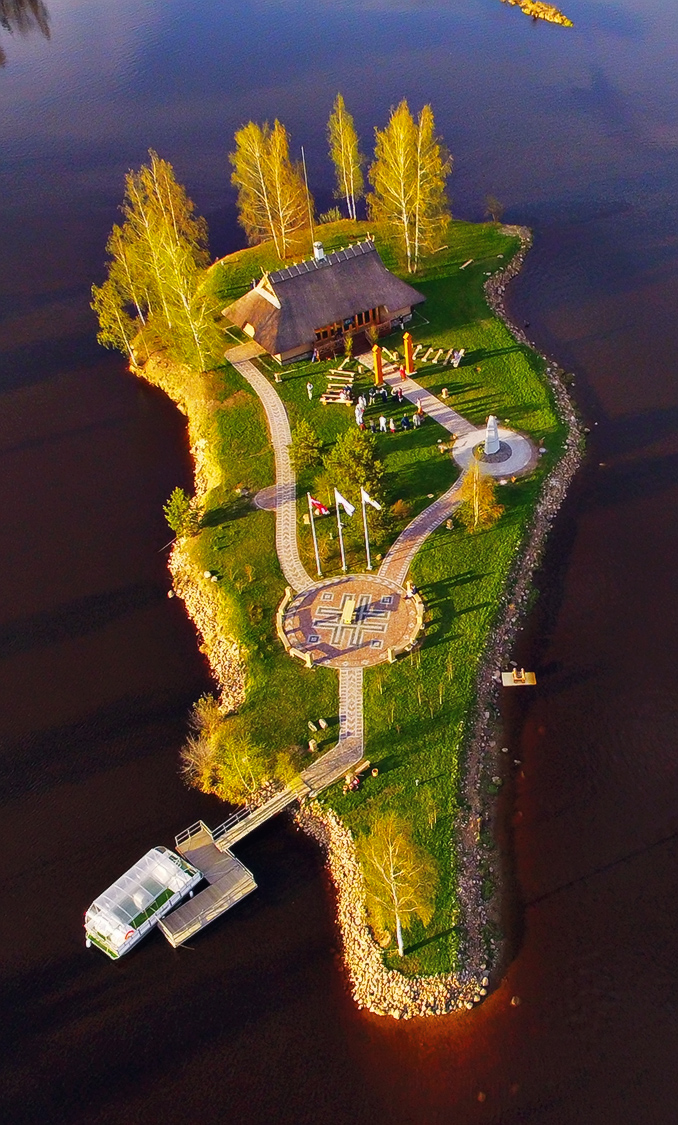
Santuario di Lokstene in Lettonia

La Dievturība è un movimento religioso neopagano baltico nato e radicatosi in Lettonia.

## Etimologia
Dievturība significa letteralmente "custodi di Dievs", "persone che vivono in armonia con Dievs". Gli aderenti chiamano se stessi Dievturi (singolare: Dievturis).

## Storia
È nata intorno al 1925 inizialmente come movimento per il recupero del folklore lettone. Fu bandita dal comunismo russo nel 1940, per riemergere dopo la caduta del comunismo.
Ernests Brastiņš (1892-1942) fu il principale artefice dello sviluppo della Dievturiba. Era un artista, uno storico dilettante, folklorista e archeologo. Documentò molti antichi templi e castelli lettoni, scrivendo lo Index of Mythological Notions of Latvju Dainas.

## Credenze
La Dievturība è essenzialmente una religione panteistica. Altre divinità vengono considerate o come aspetti dell'unico dio o come altri tipi di spiriti non divinizzati. Nella Dievturība vengono riconosciute diverse triadi di divinità e concetti.
Si basa principalmente sulla tradizione popolare lettone, sulle vecchie canzoni popolari e sulla mitologia degli antichi Lettoni. Non si tratta, però, della stessa religione praticata prima che il Cristianesimo prevalesse in Lettonia. Per esempio, non ci sono prove che gli antichi lettoni conoscessero una triade divina. Nella Dievturība, invece, Dievs, Māra e Laima costituiscono una triade divina.
Dopo la morte, mentre la Dievturība sostiene l'unione con il tutto, la simile Romuva enfatizza maggiormente l'idea di una vita in una dimensione di luce.
Il testo più importante usato nella Dievturiba è il Catechismus Teoforii.

## Divinità
- Dei del fato, la triade principale 
  - Dievs - il primo dio, che emana gli altri dei come aspetti di sé stesso, il cielo
  - Laima - il fato, la fertilità, il matrimonio, la morte
  - Māra  - la madre terra, la controparte femminile di Dievs
- Dee delle acque 
  - Jūras māte
  - Ūdens māte
  - Upes māte
- Forme umane 
  - velis - corpo astrale
  - miesa - forma fisica
  - dvēsele - anima

La differenza tra dvēsele (anima) e velis (corpo astrale) è che la dvēsele è eterna, viene da Dievs (dio) e a lui tornerà dopo la morte del miesa. Il velis sta vicino al corpo e gradualmente si fonde e sparisce nel tempo, similmente al concetto di fantasma o dell'ombra degli antichi Greci.

## Diffusione
Nel 2007 erano censiti 650 aderenti.